# Ouba
Ouba är en holme i Kiribati.   Den ligger i örådet Abaiang och ögruppen Gilbertöarna, i den norra delen av landet, 60 km norr om huvudstaden Tarawa. Ouba ligger 5 meter över havet.